# Dipartimento di Arauca
Il dipartimento di Arauca è uno dei 32 dipartimenti della Colombia. Il capoluogo del dipartimento è Arauca.

## Geografia fisica
Il dipartimento si trova nella parte nord-orientale del paese e confina con il Venezuela.
Dal punto di vista economico, il dipartimento conta su importanti risorse naturali, in particolare petrolio, mentre una delle attività più praticate è l'allevamento del bestiame su grandi estensioni.

## Geografia antropica

### Suddivisioni amministrative
Il dipartimento di Arauca si compone di 7 comuni:
- Arauca
- Arauquita
- Cravo Norte
- Fortul
- Puerto Rondón
- Saravena
- Tame